# Loco moco

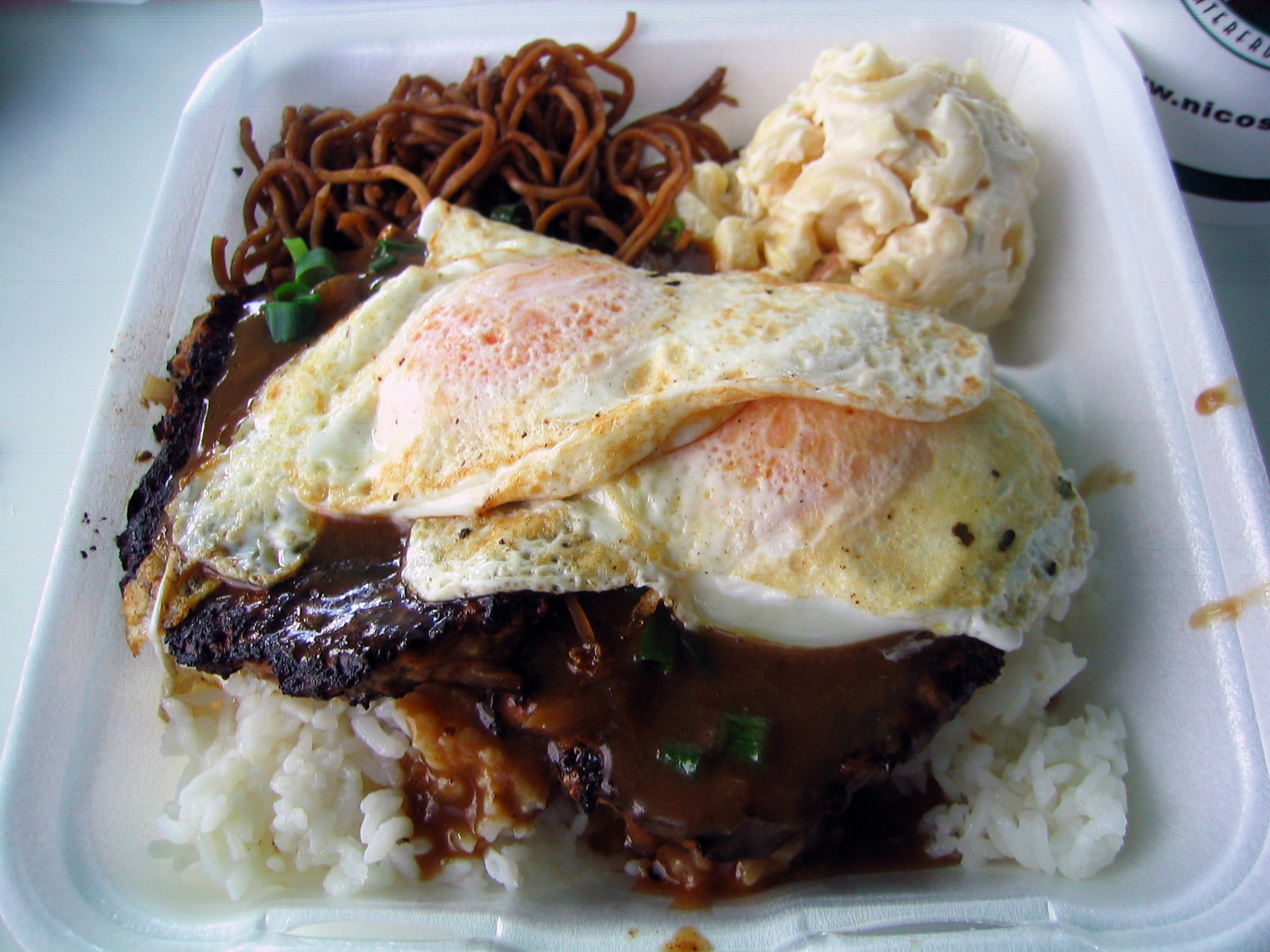
Loco moco

Il loco moco è un piatto tipico della cucina hawaiana. Ci sono molte varianti ma di base il loco moco è costituito da riso bianco sormontato da un hamburger, uovo fritto e salsa gravy.
Le varianti possono includere peperoncino, pancetta, prosciutto, spam, maiale Kalua, Linguiça, manzo teriyaki, pollo teriyaki, mahi-mahi, gamberi, ostriche e altre carni.
Loco Moco è anche il nome di una catena di ristoranti hawaiani che servono piatti tipici in ciotole di riso.

## Storia
Il piatto si dice sia stato creato nel 1949 dal "Lincoln Grill" o dal "May's Fountain" due ristoranti di Hilo. La più probabile origine del nome è che "loco" derivi da "locale" e moco sia stato aggiunto in seguito solo perché stava bene per assonanza.

## Popolarità
Il piatto è molto popolare nelle Hawaii e viene incluso in molti menù di ristoranti hawaiani sulla terraferma.
Il piatto è preparato secondo gli standard della cucina giapponese, riso, rifinito con hamburger, salsa gravy e uova fritte per creare un piatto che pur richiamando un piatto bento non ne richiede i tempi di preparazione.